# Метью Грей Габлер
Метью Ґрей Ґублер (англ. Matthew Gray Gubler; 9 березня 1980, Лас-Вегас) — американський актор та режисер, відомий завдяки ролі Спенсера Ріда в серіалі «Криміналісти: мислити як злочинець» та фільму «500 днів літа», де він виконує роль друга головного героя.

## Життєпис
Метью Грей Гублер народився в Лас-Вегасі 9 березня 1980 року. Він онук засновників першої радіостанції в Лас-Вегасі Максвела і Лорі Келш, випускник школи «Тіш» при Нью-Йоркському університеті мистецтв за спеціальністю режисура.
Під час навчання в школі мистецтв працював моделлю у Марка Джейкобса, Louis Vuitton  та Burberry.
У 2005 році продюсери серіалу «Криміналісти: мислити як злочинець» запропонували йому роль доктора Спенсера Ріда.
Метью Грей Гублер — режисер та сценарист дванадцяти епізодів телесеріалу «Криміналісти: мислити як злочинець». Також він був режисером відеокліпу рок-гурту The Killers на пісню «Don't Shoot Me Santa» (англ. Не стріляйте в Санту).
2018 року знявся у фільмі «Зої». 2019 року знявся у фільмі «Коханці».

## Вибрана фільмографія
- 2006 — Дурдом на колесах / Джо Джо
- 2007 — Елвін та бурундуки / Саймон (голос)
- 2008 — Великий Бак Говард / Рассел
- 2008 — Як бути серійним убивцею / Барт
- 2009 — 500 днів літа / Пол
- 2009 — Елвін та бурундуки 2 / Саймон (голос)
- 2011 — Скубі-Ду! Легенда про Фантозавра / Вінсор
- 2011 — Елвін та бурундуки 3 / Саймон (голос)
- 2014 — Якщо твоя дівчина — зомбі / Кайл Орфман
- 2014 — Приміська готика / Реймонд
- 2014 — Бетмен: Напад на Аркхем / Ріддлер (голос)
- 2014 — Порнозірка (The Ugly Life of a Beautiful Girl) / Зіггі
- 2015 — Елвін і бурундуки: Бурундомандри / Саймон (голос)
- 2016 — Hot Air / Леслі
- 2017 — Новизна / Пол
- 2017 — Вбити за 68 / Чип
- 2017 — Коханці / Едріен
- 2005—2020 — Криміналісти: мислити як злочинець (серіал) / д-р Спенсер Рід
- 2021 — King Knight / Торн
- 2019—2022 — Лялечки / Вес

## Нагороди
| Рік  | Премія                             | Номінація                                                                 | Робота                    | Результат |
| ---- | ---------------------------------- | ------------------------------------------------------------------------- | ------------------------- | --------- |
| 2015 | Behind the Voice Actors Awards     | Найкращий голос телепрограм, відео на вимогу або короткометражних фільмів | «Бетмен: Напад на Аркхем» | Перемога  |
| 2014 | Фестиваль фільмів жахів Screamfest | Найкращий актор                                                           | «Приміська готика»        | Перемога  |
| 2013 | Денна премія «Еммі»                | Видатні нові підходи — драматичний серіал                                 | «Внутрішня краса»         | Перемога  |
| 2012 | Behind the Voice Actors Awards     | Найкращий голос телепрограм, відео на вимогу або короткометражних фільмів | «Надновий Супермен»       | Перемога  |

## Виноски
1. ↑  
  - Сезон 5, серія 16: «Mosley Lane»;
  - Сезон 6, серія 18: «Lauren»;
  - Сезон 7, серія 19: «Heathridge Manor»;
  - Сезон 8, серія 10: «The Lesson»;
  - Сезон 8, серія 20: «Alchemy»;
  - Сезон 9, серія 7: «Gatekeeper»;
  - Сезон 9, серія 20: «Blood Relations»;
  - Сезон 10, серія 21: «Mr. Scratch»;
  - Сезон 11, серія 18: «A Beautiful Disaster»;
  - Сезон 12, серія 6: «Elliot's Pond»;
  - Сезон 13, серія 17: «The Capilanos»;
  - Сезон 14, серія 5: «The Tall Man».